# Taylor Paur
Taylor Paur (* 23. September 1988 in San Clemente, Kalifornien) ist ein professioneller US-amerikanischer Pokerspieler. Der ehemalige Onlinepoker-Weltranglistenerste ist zweifacher Braceletgewinner der World Series of Poker.

## Pokerkarriere

### Online
Paur spielte von November 2007 bis Mai 2016 online unter den Nicknames tramp$d0pray (PokerStars), ambiguosity (Full Tilt Poker), blatantdove (888poker), tazed1spurr (Absolute Poker) und gr8pkrplaya (UltimateBet). Seine Onlinepoker-Turniergewinne liegen bei mehr als 5 Millionen US-Dollar. Vom 23. Juni bis 6. Juli 2010 stand der Amerikaner erstmals für zwei Wochen auf Platz eins des PokerStake-Rankings, das die erfolgreichsten Onlinepoker-Turnierspieler weltweit listet. Insgesamt hatte er die Position für neun Wochen inne, zuletzt im März 2011. Bei der World Series of Poker 2019 gewann Paur ein online ausgespieltes Turnier und sicherte sich rund 150.000 US-Dollar sowie ein Bracelet.

### Live
Seine erste Geldplatzierung bei einem Live-Turnier erzielte Paur Anfang Januar 2009 beim Main Event des PokerStars Caribbean Adventures (PCA) auf den Bahamas. Dort belegte er den mit 15.000 US-Dollar dotierten 110. Platz. Ende Februar 2010 wurde er beim Main Event der World Poker Tour (WPT) in Los Angeles 37. und erhielt knapp 35.000 US-Dollar. Im Juni 2010 war Paur erstmals bei der World Series of Poker (WSOP) im Rio All-Suite Hotel and Casino am Las Vegas Strip erfolgreich und kam bei einem Turnier der Variante No Limit Hold’em in die Geldränge. Bei der WSOP 2011 belegte er den fünften Platz bei der No Limit Hold’em Six Handed Championship und sicherte sich rund 200.000 US-Dollar Preisgeld. Im Juli 2012 erreichte der Amerikaner beim WSOP-Main-Event den sechsten Turniertag und schied dort auf dem mit 235.000 US-Dollar dotierten 33. Platz aus. Bei der WSOP 2013 gewann er ein Turnier in No Limit Hold’em und sicherte sich eine Siegprämie von rund 340.000 US-Dollar sowie ein Bracelet. Im März 2015 entschied Paur das WPT-Main-Event in San José für sich und erhielt sein bisher höchstes Preisgeld von mehr als 1,2 Millionen US-Dollar. Wenige Tage später saß er erneut am Finaltisch eines WPT-Main-Events und belegte in Lincoln den dritten Platz für knapp 115.000 US-Dollar. Im November und Dezember 2015 gewann der Amerikaner jeweils einmal das 25.000 US-Dollar teure Aria High Roller im Aria Resort & Casino und sicherte sich Preisgelder von mehr als 500.000 US-Dollar. Mitte Januar 2016 gewann er auch ein Side-Event des PCA und erhielt eine Siegprämie von knapp 185.000 US-Dollar. Im Dezember 2016 wurde Paur beim WPT-Main-Event im Hotel Bellagio Achter und erhielt ein Preisgeld von über 150.000 US-Dollar. Bei der WSOP 2018 belegte er den vierten Platz beim Marathon-Event, der mit rund 210.000 US-Dollar bezahlt wurde. Bei der WSOP 2022, die erstmals im Bally’s Las Vegas und Paris Las Vegas ausgespielt wurde, beendete der Amerikaner die Poker Player’s Championship als Siebter und erhielt knapp 200.000 US-Dollar. Mitte Dezember 2022 belegte er beim High Roller der WPT World Championship den mit knapp 330.000 US-Dollar dotierten dritten Rang.
Insgesamt hat sich Paur mit Poker bei Live-Turnieren mehr als 5,5 Millionen US-Dollar erspielt.

### Braceletübersicht
Paur kam bei der WSOP 91-mal ins Geld und gewann zwei Bracelets:
| Jahr | Buy-in (in $) | Turnier                                       | Teilnehmer | Preisgeld (in $) |
| ---- | ------------- | --------------------------------------------- | ---------- | ---------------- |
| 2013 | 1000          | No-Limit Hold’em                              | 2071       | 340.260          |
| 2019 | 0500          | WSOP.com Online No-Limit Hold’em Summer Saver | 1859       | 149.241          |